# Petit-duc de Cooper
Megascops cooperi
Espèce
Synonymes
- Scops cooperi Ridgway, 1878
(protonyme)

Statut de conservation UICN

 LC  : Préoccupation mineure
Statut CITES
Le Petit-duc de Cooper (Megascops cooperi, anciennement Otus cooperi) est une espèce d'oiseaux de la famille des Strigidae.

## Description
Cet oiseau mesure environ 23 cm de longueur. Son plumage est brun gris avec des raies sombres. Ses disques faciaux sont bordés de brun.
Le juvénile est dépourvu d'aigrettes.
Cette espèce émet de longues suites de hululements nasillards. Elle est plus pâle que le Petit-duc choliba et présente des disques faciaux avec des marques moins nettes.

## Répartition
Cette espèce vit au Costa Rica, au Salvador, au Guatemala, au Honduras, au Mexique et au Nicaragua.

## Habitat
Cet oiseau fréquente les bois clairs et les savanes jusqu'à 1 000 m d'altitude.

## Alimentation
Cette espèce commence à chasser de gros insectes à la tombée de la nuit à partir de perchoirs plutôt bas.

## Sous-espèces
D'après la classification de référence du Congrès ornithologique international (v. 14.1), le Petit-duc de Cooper possède 2 sous-espèces (ordre phylogénique) :
- Megascops cooperi lambi (Moore, RT & Marshall, JT Jr, 1959) ;
- Megascops cooperi cooperi (Ridgway, 1878).